# Karl Theodor Rümpler
Karl Theodor Rümpler (* 1817 in Alterstedt; † 23. Mai 1891 in Erfurt) war ein deutscher Gartenbaulehrer und -schriftsteller, der auch als Botaniker wirkte, obwohl er keine entsprechende Ausbildung hatte. Sein offizielles botanisches Autorenkürzel lautet „Rümpler“.

## Leben
Rümpler war ein Sohn des Carl Christoph Rümpler, Kantor und Schulmeister zu Alterstedt, der auch als Heimatschriftsteller tätig war, und dessen Frau, der Schneiderstochter Juliane Sophie Hildebrand aus Thamsbrück.
Er besuchte das Gymnasium von Mühlhausen/Thüringen, wo Wilhelm Gerhard Walpers sein Mitschüler war. Bereits als 13-Jähriger entdeckte er seine Liebe zu den Pflanzen, insbesondere zu den Stauden, Ziersträuchern und Kakteen, unternahm botanische Exkursionen, legte ein Herbarium an und übte sich im Naturselbstdruck. Das von seinen Eltern vorgesehene Theologiestudium trat er nicht an und wurde wie sein Vater Lehrer. Seine ersten Lehrerstellen hatte er in der Nähe Nordhausens im Harz und im Thüringer Wald. In seiner Freizeit botanisierte er in diesen Gebieten. Es gelang ihm unterdessen, zwei Semester an der Berliner Universität Vorlesungen zu besuchen und die englische und französische Sprache zu erlernen.
In Berlin suchte er Kontakt zum Botanischen Garten und wurde schließlich 1852 an der Gärtnerlehranstalt Erfurt als Lehrer für die Hilfswissenschaften des Gartenbaus angestellt. Die Anstalt wurde nach siebenjährigem Bestehen wieder aufgelöst. Rümpler arbeitete zwei Jahre bei dem Handelsgärtner Döring in Hochheim bei Erfurt, bevor er 1860 Sekretär des Erfurter Gartenbauvereins und des landwirtschaftlichen Kreisvereins wurde. 1873 erhielt er das Direktorat der neu gegründeten landwirtschaftlichen Schule in Erfurt.

## Schriftstellerisches Werk

### Veröffentlichungen im 19. Jahrhundert
1846 bearbeitete er das Handbuch der Cacteenkunde von Carl Friedrich Förster. Nach eigenen Angaben schrieb er 1848/49 auch Werke pädagogischer Art. 1856–58 redigierte er den von dem Erfurter Handelsgärtner Alfred Topf herausgegebenen Generalanzeiger für Kunst- und Handelsgärtnerei. Anschließend übernahm er den Erfurter Generalanzeiger für Kunst- und Handelsgärtnerei, der 1861 wieder einging. 1863 gründete Rümpler eine Deutsche Gartenzeitung, die bis 1871 bestand.
Seine ersten Gartenbücher hießen Die Dilettanten-Gärtnerei (1856) und Der Rosengärtner (1857), die unter dem Namen von Topf erschienen und Beifall fanden. 1865 erschien Erfurts Land- und Gartenbau, 1870 Der Obstbau auf dem Lande unter seinem eigenen Namen. 1873/74 beauftragte ihn der Verlag Paul Parey mit der Übersetzung von Vilmorins Blumengärtnerei, die ihn im deutschen Sprachraum bekannt machte.
Es folgten Illustriertes Gehölzbuch von Julius Hartwig (Neubearbeitung 1875), Die Gartenblumen (1876), Die illustrierte Gemüse- und Obstgärtnerei (1879), sowie Schmidlins Gartenbuch (Neubearbeitung 1883).
Sein Hauptwerk ist das Illustrierte Gartenbau-Lexikon (1882).
Richtungsweisend für die Staudenverwendung im 20. Jahrhundert wurde sein Buch Die Stauden (1887). Zuletzt erschienen Die Zimmergärtnerei (1884) und Die Sukkulenten (posthum 1892).

### Veröffentlichungen im 20. Jahrhundert
Mehrere seiner Bücher wurden noch bis in die 1920er Jahre neu aufgelegt.
Das Zentralantiquariat der DDR veröffentlichte 1987 in Leipzig unter dem Titel Handbuch der Kakteenkunde eine Reprint-Ausgabe des Handbuch der Cacteenkunde in ihrem ganzen Umfange nach einem Exemplar aus dem Jahr 1886, ergänzt um ein Vorwort von Gottfried Gutte. Ungewöhnlich für die damalige Zeit war, dass das in der DDR verlegte Buch bereits mit einer ISBN ausgestattet wurde (sie lautet ISBN 3-7463-0066-5), was für Bücher in der DDR selten gewesen ist. Als Autoren stehen sowohl Carl Friedrich Förster als auch Theodor Rümpler auf dem Titel (die Deutsche Nationalbibliothek macht online das Inhaltsverzeichnis der Reprint-Ausgabe als pdf zugänglich).